# Larinia bharatae
Larinia bharatae là một loài nhện trong họ Araneidae.
Loài này thuộc chi Larinia. Larinia bharatae được miêu tả năm 2001 bởi Bhandari & Pawan U. Gajbe.